# Сьодло (Мазовецьке воєводство)
Сьодло (пол. Siodło) — село в Польщі, у гміні Сенниця Мінського повіту Мазовецького воєводства.
Населення — 187 осіб (2011).
У 1975-1998 роках село належало до Седлецького воєводства.

## Демографія
Демографічна структура станом на 31 березня 2011 року:
|          | Загалом | Допрацездатний вік | Працездатний вік | Постпрацездатний вік |
| -------- | ------- | ------------------ | ---------------- | -------------------- |
| Чоловіки | 101     | 18                 | 71               | 12                   |
| Жінки    | 86      | 15                 | 47               | 24                   |
| Разом    | 187     | 33                 | 118              | 36                   |